# Fay Crocker
Fay Crocker, född 24 juli 1916 i Montevideo i Uruguay, död 1983, var en professionell golfspelare. Som gift hette hon Fay Duggin.
Crocker vann 11 tävlingar på den amerikanska LPGA-touren inklusive segrar i US Womens Open 1955 och Titleholders Championship 1960. Då hon vann US Womens Open blev hon den äldsta spelaren som hade vunnit tävlingen.

## Meriter

### Majorsegrar
- 1955 US Womens Open
- 1960 Titleholders Championship

### LPGA-segrar
- 1955 Serbin Open, Wolverine Golf Open
- 1956 Miami Beach Open, St. Louis Open
- 1957 Serbin Open, Triangle Round Robin
- 1958 Havana Biltmore Open, Waterloo Open
- 1960 Lake Worth Open

### Övriga segrar
- 1957 Hot Springs 4-Ball (med Marilynn Smith)

| Majorsegrare genom tiderna                                                                                   |             |             |                |               |
| 100 olika spelare har vunnit i damernas majortävlingar. Fay Crocker var den 17:e spelaren som vann en major. |             |             |                |               |
| 1:a | 16:e        | 17:e        | 18:e           | 100:e         |
| Mrs. Lee Mida                                                                                                | Betsy Rawls | Fay Crocker | Beverly Hanson | Paula Creamer |
| Lista över golfens majorsegrare                                                                              |             |             |                |               |